# Сабалли, Ньяра
Ньяра Сабалли (англ. Nyara Sabally; род. 26 февраля 2000, Бандон, Орегон, США) — немецкая профессиональная баскетболистка, выступающая в женской национальной баскетбольной ассоциации за команду «Нью-Йорк Либерти», которой и была выбрана на драфте ВНБА 2022 года в первом раунде под общим пятым номером. Играет на позиции тяжёлого форварда и центровой.

## Студенческая карьера
Дебютный сезон (2018/19) в составе команды университета Орегона Сабалли полностью пропустила из-за травмы, полученной на молодежном чемпионате Европы. Второй сезон баскетболистка также пропустила, получив летом 2019 года разрыв крестообразной связки.
В третий год учебы стала лидером Университета по количеству очков (12,9) и подборов (7,3) в среднем за игру. Вошла в сборную Конференции Pac-12, став третьей по проценту реализации (54,7), третьей по количеству подборов в нападении (2,7) и десятой по количеству очков в среднем за игру.
В последний год студенческой карьеры Ньяра вновь стала лидером команды по количеству очков и подборов. Закончила сезон шестой по количеству очков (15,4) и третьей по количеству подборов (7,8) в среднем за игру в Конференции, второй раз подряд войдя в итоговую сборную.
Баскетболистка закончила Университет с общим результатом 666 очков, 354 подбора и 87 передач за два года.

## Профессиональная карьера
11 апреля 2022 года была выбрана под общим пятым номером клубом «Нью-Йорк Либерти» в драфте ВНБА 2022 года. Через четыре дня стало известно, что Сабалли пропустит весь сезон из-за рецидива старой травмы.
Первую половину сезона 2024 года в ЖНБА баскетболистка пропустила, восстанавливаясь от травмы спины. Летом того же года приняла участие в Олимпийских играх в составе сборной Германии.
Приняла непосредственное участие в победе Нью-Йорк Либерти в решающем пятом матче финала плей-офф 2024 года над Миннесотой Линкс, набрав со скамейки 13 очков и 7 подборов за 17 минут. Лидер Нью-Йорк Либерти Брианна Стюарт назвала Сабалли «икс-фактором» решающей победы.

## Игровая статистика

### ВНБА
| Сезон                                                                                    | Команда  | Регулярный сезон | Регулярный сезон | Регулярный сезон | Регулярный сезон | Регулярный сезон | Регулярный сезон | Регулярный сезон | Регулярный сезон | Регулярный сезон | Регулярный сезон | Регулярный сезон | Серия плей-офф | Серия плей-офф | Серия плей-офф | Серия плей-офф | Серия плей-офф | Серия плей-офф | Серия плей-офф | Серия плей-офф | Серия плей-офф | Серия плей-офф | Серия плей-офф |
| Сезон                                                                                    | Команда  | GP               | GS               | MPG              | FG%              | 3P%              | FT%              | RPG              | APG              | SPG              | BPG              | PPG              | GP             | GS             | MPG            | FG%            | 3P%            | FT%            | RPG            | APG            | SPG            | BPG            | PPG            |
| ---------------------------------------------------------------------------------------- | -------- | ---------------- | ---------------- | ---------------- | ---------------- | ---------------- | ---------------- | ---------------- | ---------------- | ---------------- | ---------------- | ---------------- | -------------- | -------------- | -------------- | -------------- | -------------- | -------------- | -------------- | -------------- | -------------- | -------------- | -------------- |
| 2023                                                                                     | Нью-Йорк | 33               | 0                | 7,9              | 42,4             | 22,2             | 75,0             | 2,1              | 0,2              | 0,1              | 0,2              | 2,3              | 4              | 0              | 1,3            | -              | -              | -              | 0,0            | 0,3            | 0,3            | 0,0            | 0,0            |
| 2024                                                                                     | Нью-Йорк | 26               | 0                | 13,5             | 57,5             | 0,0              | 70,0             | 4,0              | 0,6              | 0,9              | 0,7              | 4,9              | 9              | 0              | 10,1           | 54,2           | -              | 87,5           | 3,4            | 0,0            | 0,7            | 0,7            | 4,4            |
| Наведите курсор мыши на аббревиатуры в заголовке таблицы, чтобы прочесть их расшифровку. |          |                  |                  |                  |                  |                  |                  |                  |                  |                  |                  |                  |                |                |                |                |                |                |                |                |                |                |                |

### Колледж
| Сезон                                                                                   | Команда | GP | GS | MPG  | FG%  | 3P%  | FT%  | RPG | APG | SPG | BPG | PPG  |  |
| --------------------------------------------------------------------------------------- | ------- | -- | -- | ---- | ---- | ---- | ---- | --- | --- | --- | --- | ---- |  |
| 2019/20                                                                                 | Орегон  | 1  | 0  | 0,0  | 0,0  | 0,0  | 0,0  | 0,0 | 0,0 | 0,0 | 0,0 | 0,0  |  |
| 2020/21                                                                                 | Орегон  | 23 | 21 | 24,5 | 54,7 | 57,1 | 61,6 | 7,3 | 1,8 | 1,0 | 1,2 | 12,9 |  |
| 2021/22                                                                                 | Орегон  | 24 | 20 | 26,6 | 52,7 | 36,4 | 72,5 | 7,8 | 1,9 | 1,4 | 1,4 | 15,4 |  |
|                                                                                         | Всего   | 48 | 41 | 25,0 | 53,6 | 48,0 | 68,4 | 7,4 | 1,8 | 1,2 | 1,3 | 13,9 |  |
| Наведите курсор мыши на аббревиатуры в заголовке таблицы, чтобы прочесть их расшифровку |         |    |    |      |      |      |      |     |     |     |     |      |  |